# Естадио Мануел Мартинес Валеро
Естадио Мануел Мартинес Валеро (на испански: Estadio Manuel Martínez Valero) е футболен и ръгби стадион в град Елче, провинция Аликанте, автономна област Валенсия, Испания.
Това е клубният стадион на „Елче“, на него играе част от срещите си и испанският национален отбор.
Разполага с 39 000 седящи места и носи името на един от последните президенти на клуба Мануел Мартинес Валеро. Арената приема финала за Купата на краля през 2003 година. Той е сред 17-те стадиона, домакин на срещите от Световното първенство по футбол през 1982 година.

## Играни срещи
Световно първенство по футбол 1982 (3)
- 15 юни 1982  Унгария –  Салвадор 10:1
- 19 юни 1982  Белгия –  Салвадор 1:0
- 22 юни 1982  Белгия –  Унгария 1:1

Купата на Краля (1)
- 2003 Майорка – Рекреативо 3:0